# Bidende ranunkel
Bidende ranunkel (Ranunculus acris) er en flerårig plante i ranunkel-familien. Arten er oprindeligt udbredt i Europa og det nordlige Asien, men er siden spredt til store dele af verden. Bidende ranunkel er blandt andet kendetegnet ved sine gule blomster med trind blomsterstilk og bægerblade, der er tiltrykt kronbladene.
Arten er almindelig i Danmark, hvor den findes på enge, ved vejkanter og i krat. Kreaturerne går uden om Bidende ranunkel, således at arten kan optræde i stor mængde på enge i forsommeren. Den findes desuden på Grønland og Færøerne.